# Arnie (videogioco 1992 C64)
Arnie è un videogioco di genere sparatutto a scorrimento pubblicato nel 1992 per Commodore 64 da Zeppelin Games (divenuta in seguito Eutechnyx). Il protagonista è l'eroico soldato Arnie, un diminutivo di Arnold, un riferimento non ufficiale ai tipici personaggi di Arnold Schwarzenegger.
Zeppelin pubblicò lo stesso anno anche un Arnie per Amiga, ma si tratta di un gioco sostanzialmente diverso. 
Il seguito Arnie 2 (1993) è invece unico per Amiga, Commodore 64 e DOS.

## Modalità di gioco
Arnie è un videogioco isometrico con orientamento diagonale e scorrimento multidirezionale. Il giocatore controlla un soldato a piedi, solo contro il variegato esercito nemico.
Inizialmente ha a disposizione l'arma base con munizioni illimitate, un fucile AR-15. Uccidendo determinati nemici si possono ottenere armi più potenti, ma con munizioni limitate: la mitragliatrice M60, il lanciarazzi RPG-7 o un lanciafiamme. Esaurite queste si torna automaticamente all'AR-15.
Il gioco non è diviso in livelli, ma c'è un unico grande percorso attraverso la base nemica, tortuoso ma con la presenza occasionale di frecce che indicano la direzione giusta.
I vari tipi di nemici includono anche veicoli come carri armati ed elicotteri, che possono essere distrutti anche con l'arma base, sebbene con maggiore difficoltà.

## Accoglienza
Arnie uscì direttamente in edizione economica e venne giudicato molto bene dalle riviste Zzap!64, Commodore Format, Commodore Force, pur riconoscendo che il tema non è certo originale. Negativa invece la valutazione di Zzap! italiana.